# MLF2
MLF2 (англ. Myeloid leukemia factor 2) – білок, який кодується однойменним геном, розташованим у людей на 12-й хромосомі. Довжина поліпептидного ланцюга білка становить 248 амінокислот, а молекулярна маса — 28 147.
| 10         |  | 20         |  | 30         |  | 40         |  | 50         |
| ---------- |  | ---------- |  | ---------- |  | ---------- |  | ---------- |
| MFRFMRDVEP |  | EDPMFLMDPF |  | AIHRQHMSRM |  | LSGGFGYSPF |  | LSITDGNMPG |
| TRPASRRMQQ |  | AGAVSPFGML |  | GMSGGFMDMF |  | GMMNDMIGNM |  | EHMTAGGNCQ |
| TFSSSTVISY |  | SNTGDGAPKV |  | YQETSEMRSA |  | PGGIRETRRT |  | VRDSDSGLEQ |
| MSIGHHIRDR |  | AHILQRSRNH |  | RTGDQEERQD |  | YINLDESEAA |  | AFDDEWRRET |
| SRFRQQRPLE |  | FRRLESSGAG |  | GRRAEGPPRL |  | AIQGPEDSPS |  | RQSRRYDW   |

A: Аланін

C: Цистеїн

D: Аспарагінова кислота

E: Глутамінова кислота

F: Фенілаланін

G: Гліцин

H: Гістидин

I: Ізолейцин

K: Лізин

L: Лейцин

M: Метіонін

N: Аспарагін

P: Пролін

Q: Глутамін

R: Аргінін

S: Серин

T: Треонін

V: Валін

W: Триптофан

Кодований геном білок за функцією належить до фосфопротеїнів. 
Локалізований у цитоплазмі, ядрі.